# Алексино (Савинский район)
Але́ксино — село в Савинском районе Ивановской области России, входит в состав Горячевского сельского поселения.
Объект культурного наследия «Памятное место село Алексино — родина коробейников».

## География
Село расположено в 4 км на северо-восток от центра поселения деревни Горячево и в 28 км на восток от райцентра посёлка Савино.

## История
Первое упоминание 1330 год, в связи с гибелью Князя Феодора Стародубского Благоверного, похороненного в одном из трех Храмов стоящих в то время, в центре села.
Село являлось центром торговли, здесь зародилось офенство. Офени, они же коробейники, от слово короб. Они закупали товары на площади в центре села и расходились по окрестностям, в том числе и на повозках, на 200—300 верст.
Село было вотчиной Троице-Сергиевского монастыря, по упразднению монастырских вотчин в 1764 году оно перешло в казённое ведомство. До начала XIX столетия в селе существовали три деревянные церкви, имевшие при себе отдельные приходы и причты: Предтеченская, Богородице-Рождественская и Иоакимская. О Предтеченской церкви находятся известия в окладных патриаршего казённого приказа книгах под 1656 годом. Церковь Иоанна Предтечи в 1802 году вместе с церковью Рождества Пресвятой Богородицы сгорела, после пожара она уже не возобновлялась. Вместо сгоревшей деревянной Богородице-Рождественской церкви на средства прихожан в 1813 году была построена пятиглавая каменная церковь. В церкви было три престола: главный — в честь Рождества Пресвятой Богородицы и придельные: в честь Усекновения честной главы Иоанна Предтечи (освящён в 1806 году) и в честь Святой Живоначальной Троицы (освящён в 1807 году). Колокольня и ограда при церкви были каменные. Приход состоял из половины села Алексина и деревень: Фёдорово, Крестниково, Бабашкино, Сенино, Неверово, Ердиниха и Гусина.
Из письменных документов видно, что в 1731 году дана была от епархиального начальства благословенная грамота на построение новой деревянной церкви в честь Богоотец Иоакима и Анны. Новопостроенная церковь была освящена в 1733 году. Деревянная церковь существовала в селе до 1808 года, когда на средства прихожан построена была каменная церковь с тёплым приделом в честь преподобного Сергия Радонежского чудотворца. В 1849—1852 годах тёплая церковь была перестроена и расширена, в 1863—1871 годах была перестроена холодная церковь. Приход составляли половина села и десять деревень. В селе имелось народное училище (с 1842 года) и богадельня.
В конце XIX — начале XX века село являлось центром Алексинской волости Ковровского уезда Владимирской губернии. В 1859 году в селе числилось 105 дворов.
С 1929 года село входило в состав Афанасовского сельсовета Ковровского района Ивановской области, с 1935 года — в составе Савинского района, с 1954 года — в составе Горячевского сельсовета, с 2005 года — в составе Горячевского сельского поселения.

## Население
| 1859 | 1897 | 1905 | 2010 |
| ---- | ---- | ---- | ---- |
| 565  | ↗573 | ↘550 | ↘10  |

## Достопримечательности
В селе находятся недействующие церкви Рождества Пресвятой Богородицы и Иоакима и Анны. По-видимому, Храм Рождества Богородицы является самым древним на территории района. Его деревянный предшественник существовал уже в XIV веке, поскольку в нём был похоронен местночтимый святой князь Феодор Иванович Стародубский, который был замучен в Золотой Орде в 1330 году.